# Kanton Guichen
Der Kanton Guichen (bretonisch Kanton Gwizien) ist seit 1790 ein französischer Kanton im Arrondissement Redon, im Département Ille-et-Vilaine und in der Region Bretagne; sein Hauptort ist Guichen.

## Geschichte
Der Kanton entstand am 15. Februar 1790 unter dem Namen Kanton Bourg-des-Comptes. Seit 1801 trägt er den heutigen Namen. Von 1801 bis 2015 gehörten acht Gemeinden zum Kanton. Mit der Neuordnung der Kantone in Frankreich stieg die Zahl der Gemeinden 2015 auf 16. Die Gemeinde Laillé wechselte zum Kanton Bruz. Zu den verbleibenden 7 Gemeinden des alten Kantons Guichen kamen noch alle 9 Gemeinden des Kantons Maure-de-Bretagne hinzu.

## Lage
Der Kanton liegt im Südwesten des Départements Ille-et-Vilaine.

## Gemeinden

### Kanton Guichen seit 2015
Der Kanton besteht aus 15 Gemeinden mit insgesamt 36.049 Einwohnern (Stand: 1. Januar 2022) auf einer Gesamtfläche von 388,54 km²:
| Gemeinde            | Gallo             | Bretonisch       | Einwohner (2022) | Fläche (km²) | Code postal | Code Insee |
| ------------------- | ----------------- | ---------------- | ---------------- | ------------ | ----------- | ---------- |
| Baulon              | Baulon            | Beloen           | 2.208            | 25,02        | 35580       | 35016      |
| Bourg-des-Comptes   | Bórg-Cons         | Gwikomm          | 3.388            | 23,41        | 35890       | 35033      |
| Bovel               | Bovéu             | Bovel            | 600              | 14,60        | 35330       | 35035      |
| Comblessac          | Conbeczac         | Komlec'hieg      | 677              | 17,23        | 35330       | 35084      |
| Goven               | Govaen            | Goven            | 4.326            | 39,73        | 35580       | 35123      |
| Guichen             | Gischen           | Gwizien          | 9.203            | 42,99        | 35580       | 35126      |
| Guignen             | Ginyen            | Gwinien          | 4.149            | 53,05        | 35580       | 35127      |
| La Chapelle-Bouëxic | La Chapèll-Boésit | Chapel-ar-Veuzid | 1.527            | 20,66        | 35330       | 35057      |
| Lassy               | Lacic             | Lazig            | 1.817            | 9,76         | 35580       | 35149      |
| Les Brulais         | Lésbroelaè        | Ar Brugeier      | 541              | 11,96        | 35330       | 35046      |
| Loutehel            | Lótèu             | Loutehel         | 235              | 7,21         | 35330       | 35160      |
| Mernel              | Merenèu           | Merenell         | 1.017            | 17,37        | 35330       | 35175      |
| Saint-Séglin        | Saent-Segelein    | Sant-Sewenn      | 600              | 9,40         | 35330       | 35311      |
| Saint-Senoux        | Saent-Senór       | Sant-Senour      | 1.836            | 18,29        | 35580       | 35312      |
| Val d’Anast         |                   | Nant-Anast       | 3.925            | 77,86        | 35330       | 35168      |
| Kanton Guichen      | Gischen           | Gwizien          | 36.049           | 388,54       | -           | 3511       |

### Veränderungen im Gemeindebestand seit der landesweiten Neuordnung der Kantone
2017: Fusion Campel und Maure-de-Bretagne → Val d’Anast

### Kanton Guichen bis 2015
Der alte Kanton Guichen bestand aus acht Gemeinden auf einer Fläche von 244,29 km². Diese waren: Baulon, Bourg-des-Comptes, Goven, Guichen (Hauptort), Guignen, Laillé, Lassy und Saint-Senoux.

## Bevölkerungsentwicklung des alten Kantons
| 1962   | 1968   | 1975   | 1982   | 1990   | 1999   | 2006   | 2012   |
| ------ | ------ | ------ | ------ | ------ | ------ | ------ | ------ |
| 10.692 | 11.064 | 13.084 | 15.884 | 18.345 | 20.906 | 24.984 | 28.896 |

## Politik
Im 1. Wahlgang am 22. März 2015 erreichte keines der fünf Wahlpaare die absolute Mehrheit. Bei der Stichwahl am 29. März 2015 gewann das Gespann Roger Morazin (PS)/Michèle Motel (DVG) gegen Louis Gilois/Véronique Turpin (beide FN) mit einem Stimmenanteil von 68,08 % (Wahlbeteiligung:52,68 %).
Seit 1945 hatte der Kanton folgende Abgeordnete im Rat des Départements:
| Vertreter im conseil général des Départements | Vertreter im conseil général des Départements | Vertreter im conseil général des Départements           |
| Amtszeit                                      | Name                                          | Partei                                                  |
| --------------------------------------------- | --------------------------------------------- | ------------------------------------------------------- |
| 1945–1951                                     | Georges Le Cornec                             | Union progressiste (UP)                                 |
| 1951–1970                                     | Alphonse de Pioger                            | DVD                                                     |
| 1970–1988                                     | Jacques Renault                               | Union des démocrates pour la République (UDR), dann RPR |
| 1988–2008                                     | Marcel Hamel                                  | DVG                                                     |
| 2008–2015                                     | Jean-Pierre Letournel                         | der PS nahestand                                        |
| seit 2015                                     | Roger Morazin Michèle Motel                   | PS DVG                                                  |